# Мост Дмитрия Гулиа
Мост Дмитрия Гулиа (груз. დიმიტრი გულიას ხიდი) — автомобильный мост через Куру в Тбилиси, Грузия. Соединяет Крцанисский район и район Исани. 

## Расположение
Расположен в створе улицы Дмитрия Гулиа, соединяя её с площадью Додашвили. 
Выше по течению находится мост 300 арагвинцев. Рядом с мостом находится автовокзал Ортачала.

## Название
Первоначально мост назывался мостом Акведуком, из-за расположения канализационного коллектора внутри пролётного строения. Современное название моста и расположенной рядом улицы дано в честь абхазского писателя Д. Гулиа.

## История
Мост построен в 1959—1961 гг. по проекту инженеров Г. Чубабрия и К. Дидидзе.

## Конструкция
Мост трехпролётный балочный. Пролёты перекрыты неразрезными железобетонными балками с параллельными поясами. Промежуточные опоры монолитные железобетонные. Под плитой проезжей части размещён канализационный коллектор.
Мост предназначен для движения автотранспорта и пешеходов. Проезжая часть включает в себя 4 полосы для движения автотранспорта. Покрытие проезжей части и тротуаров — асфальтобетон. Перильное ограждение металлическое сварное простого рисунка, заканчивается на устоях парапетом.